# Тригонас
Тригонас (на гръцки: Τρύγονας) е село в Република Гърция, разположено на остров Лесбос, област Северен Егей. Селото има население от 339 души (2001).

## Личности
Родени в Тригонас
- Григорий Майстрос (1917 – 1985), гръцки духовник, костурски митрополит